# Plataforma PPE do Grupo Volkswagen

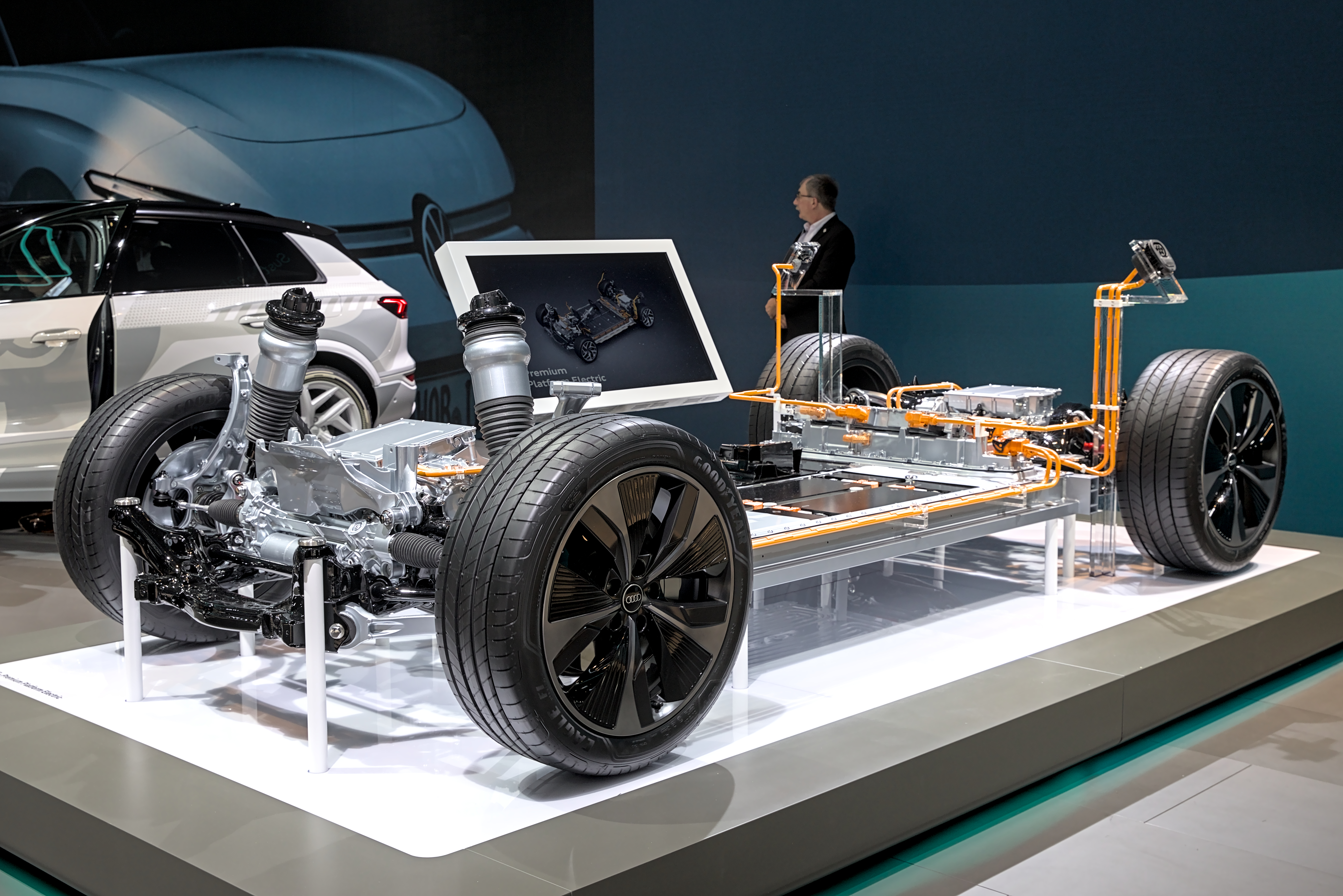
Plataforma PPE

A Premium Platform Electric (PPE) é uma plataforma modular para carros elétricos desenvolvida pelas marcas Audi e Porsche, do Grupo Volkswagen. A plataforma será para veículos elétricos maiores que não são adequados para a plataforma MEB do Grupo Volkswagen, embora a Audi também construa carros com a plataforma menor. Os detalhes da plataforma foram revelados pela primeira vez em 2019, com a Audi observando que ela teria 2/3 de montagem em comum com a plataforma MLB Evo. O primeiro carro anunciado oficialmente para a PPE foi o Audi A6 e-tron.

## Modelos
- Audi A6 e-tron
- Audi Q6 e-tron
- Porsche Macan EV [4]